# بوریس کارشینسکیی
بوریس کارشینسکیی (اوکراینی: Борис Миколайович Крушинський؛ زادهٔ ۱۰ مهٔ ۲۰۰۲) بازیکن فوتبال اهل اوکراین است.